# مايكل رابابورت
مايكل رابابورت (بالإنجليزية: Michael Rapaport)‏ هو ممثل أمريكي (ولد بتاريخ 20 مارس 1970 في نيويورك سيتي).

## أعماله
مثل في عدة أفلام ومسلسلات منها إنسايد أوت وبحر أزرق عميق.

## وصلات خارجية
- مايكل رابابورت على موقع IMDb (الإنجليزية)
- مايكل رابابورت على موقع ميتاكريتيك (الإنجليزية)
- مايكل رابابورت على موقع روتن توميتوز (الإنجليزية)
- مايكل رابابورت على موقع ألو سيني (الفرنسية)
- مايكل رابابورت على موقع ميوزك برينز (الإنجليزية)
- مايكل رابابورت على موقع تيرنر كلاسيك موفيز (الإنجليزية)
- مايكل رابابورت على موقع أول موفي (الإنجليزية)
- مايكل رابابورت على موقع قاعدة بيانات الأفلام السويدية (السويدية)
- مايكل رابابورت على موقع إن إن دي بي (الإنجليزية)
- مايكل رابابورت على موقع قاعدة بيانات الفيلم (الإنجليزية)

صفحته على IMDb